# Gerviraisčio pelkė II
Gerviraisčio pelkė II este o arie protejată (sit de importanță comunitară — SCI) din Lituania întinsă pe o suprafață de 603,48 ha, integral pe uscat.

## Localizare
Centrul sitului Gerviraisčio pelkė II este situat la coordonatele 54°53′24″N 24°55′03″E / 54.8899°N 24.9175°E.

## Înființare
Situl Gerviraisčio pelkė II a fost declarat sit de importanță comunitară în noiembrie 2022 pentru a proteja un număr necunoscut de specii din flora spontană și fauna sălbatică aflate în arealul zonei.

## Biodiversitate
Situată în ecoregiunea boreală, aria protejată conține 5 habitate naturale: Taiga vestică, Păduri caducifoliate bătrâne naturale hemiboreale fino-scandinave (Quercus, Tilia, Acer, Fraxinus sau Ulmus) bogate în specii epifite, Păduri caducifoliate de mlaștină fino-scandinave, Mlaștini împădurite, Păduri aluvionare cu Alnus glutinosa și Fraxinus excelsior (Alno-Padion, Alnion incanae, Salicion albae).
La baza desemnării sitului se află un număr nedeclarat de specii protejate.
Pe lângă speciile protejate, pe teritoriul sitului au mai fost identificate 1 specie de păsări.